# 付费电视
付费电视指的是基于订购的电视服务，经常由模拟、数字电缆和卫星提供，也逐渐由数字地面广播方式提供。在世界一些地方，特别是法国和美国，也有加密的模拟地面信号用于付费电视。一些运营商会将同一频道商下的若干频道以打包的方式出售。
区别于其他有线网络，付费电视是一种类似于点菜方式的服务，例如用户可以只订阅A頻道而不必订阅B頻道。
但有时因为政策或推广需要，部分地方的付费电视供应商会固定给出一两个付费频道供免费收看，例如中国中央电视台电视指南频道。

## 付费电视频道一览

### 香港

#### now tv
- viu 頻道
- now華劇台
- nowJelli紫金國際台
- now爆谷台
- now爆谷星影台
- now直播台
- now新聞台
- now財經台
- now報價台
- Now Sports PL TV
- Now Sports 英超1台
- Now Sports 英超2台
- Now Sports 英超3台
- Now Sports 英超4台
- Now Sports 英超5台
- Now Sports 英超6台
- Now Sports 英超7台
- now Sports Prime
- now Sports 1
- now Sports 2
- now Sports 3
- now Sports 4
- now Sports 5
- now Sports 6
- now Sports 7
- now Sports 4K 1
- now Sports 4K 2
- now Sports 4K 3
- now Sports 641
- now Sports Plus
- now668
- now Golf 2
- now Golf 3

#### 有線18寶
- 有線18台
- 有線賽馬1台
- 有線賽馬2台

### 澳門
公天服務商（保養費），現由澳門基本電視頻道取代

#### 澳門有線電視
- 有線第一頻道（1）
- 有線互动新聞台（2）
- 有線資訊體育台（33）
- 有線第一高清頻道（801）